# Глутаматкарбоксипептидаза II
Фолатгидролаза 1, более известная как Глутаматкарбоксипептидаза II (англ. Glutamate carboxypeptidase II, GCPII, или Prostate-specific membrane antigen, PSMA) — цинк-содержащий металлофермент, принадлежащий к мембранным гликопротеинам 2-го класса. GCPII катализирует гидролиз N-ацетиласпартилглутамата до глутамата и N-ацетиласпартата, а также участвует в метаболизме фолатов.

## Связь с раком простаты
Рак простаты – шестой по распространенности и второй по смертности тип рака среди мужского населения в странах запада. Повышенная летальность в первую очередь связана с метастазированием, которое усиливается от стадии к стадии. Метастазирование происходит через лимфатические и кровеносные пути, и почти любой орган является потенциальной мишенью. Наиболее часто поражаются кости, печень и легкие.
PSMA является маркером рака простаты, так как его экспрессия в клетках рака простаты и клетках эпителия новообразованных сосудов внутри других типов опухолей во много раз превышает экспрессию этого антигена в остальных тканях. Она особенно высока на поздних стадиях рака и внутри нечувствительных к гормонам раковых клеток, что может использоваться в основе метода, позволяющего отслеживать прогрессию опухоли, а также в некоторых глиальных клетках. И хотя молекулярно-биологические основы связи между развитием рака и экспрессией PSMA до сих пор неизвестны, разработка систем определения стадии рака, антираковых препаратов и средств их доставки идет полным ходом.

## Ферментативная активность
Белок имеет определенные функции в клетке: это Zn-зависимый металлофермент глутамат карбоксипептидаза II (GCPII, данное сокращение используется, когда идет речь о функционировании фермента, не связанном с раком), который катализирует гидролиз пептидного нейротрансмиттера N-ацетиласпатилглутамата (NAAG) до глутамата (также нейротрансмиттер) и N-ацетиласпартата (NAA) (рис.1).

## Структура
GCPII человека состоит из 750 аминокислотных остатков; в процессе модификации он подвергается N-гликозилированию, и суммарный его вес составляет примерно 100 кДа. Состоит он из нескольких доменов: N-концевого (внутри клетки), трансмембранного, связующих аминокислот (снаружи мембраны), каталитического домена (снаружи мембраны) и домена неизвестного назначения (снаружи мембраны) (рис.2). Ферментативная активность PSMA возникает только после гомодимеризации по сайтам внеклеточной области белка. Следовательно, увеличение количества данного фермента ведет к увеличению концентрации глутамата в межклеточном пространстве, откуда следует, что GCPII участвует в развитии неврологических заболеваний и расстройств, связанных с повреждением или смертью нейронов при высоких концентрациях глутамата.

## Эндоцитоз при связывании с лигандом
Важной особенностью PSMA является его способность к интернализации путем клатрин-зависимого эндоцитоза при связывании лигандоподобного субстрата. В качестве субстрата могут выступать антитела, ДНК/РНК аптамеры, различные низкомолекулярные соединения. Было показано, что мотив MXXXL цитоплазматического домена PSMA существенен для интернализации и мутации этого участка (в 1 и 5 позиции), а также добавление дополнительных аминокислот (Ala) ведут к ингибированию процесса в клетках рака простаты. Кроме того, известно, что взаимодействие последних аминокислот N-концевого домена PSMA с филамином А (димеры филамина А служат сайтами докинга различных мембранных рецепторов, вовлеченных в трансдукцию сигналов) уменьшает каталитическую активность PSMA на 64% (взаимодействие регулируется внутриклеточными механизмами, ) в филамин-содержащих клетках.
Все это, а также то, что функциональный PSMA - гомодимер, может свидетельствовать о том, что PSMA является мембранным рецептором к неизвестному лиганду: после связывания с лигандом комплекс PSMA лиганд интернализуется. Косвенным подтверждением этому можно считать то, что PSMA в эндотелиальных клетках сосудов расположен главным образом в кавеолах (впячивания плазматической мембраны в клетках позвоночных, сформированные благодаря встраиванию кальвеолинов) вместе со многими другими рецепторами и сигнальными молекулами.

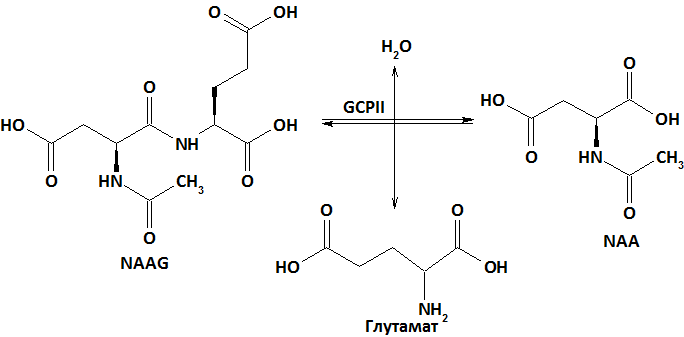
Рис.1 Гидролиз NAAG до NAA и глутамата.

Если неизвестный лиганд является фактором роста, то повышение уровня интернализации, как в случае рецептора эпидермального фактора роста, может быть важным для предотвращения процесса трансформации здоровых клеток в раковые. И наоборот, повышенная способность к интернализации, как в случае с MT1-MMP (мембранная металлопротеиназа), может стимулировать формирование метастазов.

## Антитела к PSMA
Впервые возможность использования PSMA для детекции рака простаты была показана с помощью меченых радиоактивной меткой (111In) mAb 7E11 (моноклональные мышиные антитела). Выяснено, что эпитопом является внутриклеточный домен PSMA. Следовательно, возможна детекция только механически или апоптотически лизированных клеток, либо существует какой-либо иной путь проникновения конъюгата сквозь мембрану. Несмотря на ограничения метода, 111In mAb 7E11 является единственным на сегодняшний день допущенным FDA (Food and Drug Administration, USA) препаратом и используется для скрининга.

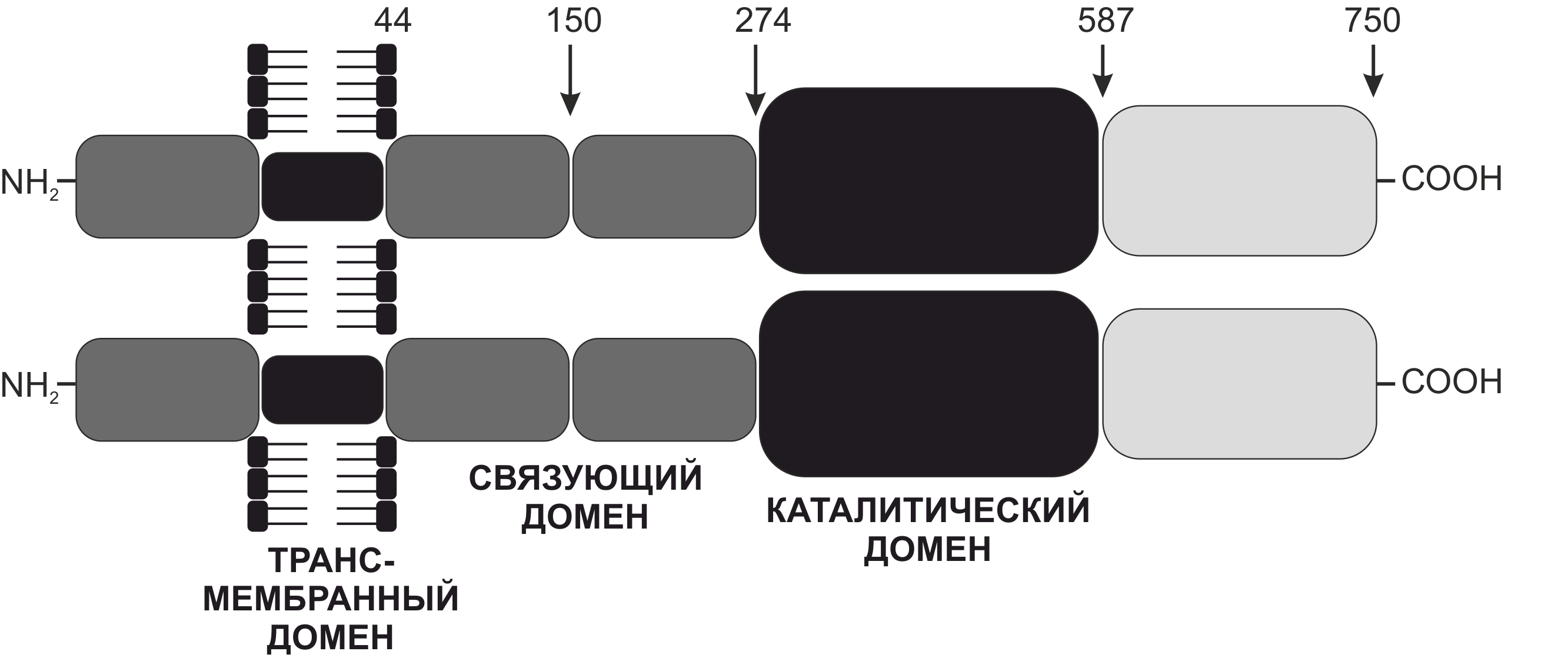
Рис.2. Доменная структура PSMA.

Однако использование цитоплазматического домена в качестве мишени затрудняет скрининг и вряд ли может быть полезно для молекулярно-биологических исследований. Первые опыты по использованию мышиных антител (J591, J533, J415, E99, конъюгированные с флуоресцентной меткой) к эпитопам внеклеточной области PSMA продемонстрировали значительное преимущество перед mAb 7E11 – способность окрашивать живые непермеабилизованные клетки. Из них антитела J591 стали интенсивно использоваться в качестве средств доставки радиации при радиоиммунной терапии (направление лучевой терапии непосредственно в опухоль). J591 относится к иммуноглобулинам класса G; связывание его с PSMA вызывает интернализацию, причем количество событий интернализации пропорционально концентрации J591.
Флуоресцентно меченые антитела также тестируются на возможность использования. Например, конъюгат J591 с индоцианином зеленым, особенностью которого является активация флуоресцентной метки после того, как она отсоединяется от антитела после связывания PSMA (конъюгат не флуоресцирует), интернализации и деградации конъюгата в лизосомах. Более того, для проведения скрининга достаточно небольших концентраций конъюгата, равных оным при радиомечении.
Помимо радиоактивного и флуоресцентного груза, антитела могут быть конъюгированы с различными лекарственными препаратами и токсинами. На данный момент на стадии преклинических испытаний находится большое количество конъюгатов: mAb E6 + дегликозилированный рицин А(белковый токсин растительного происхождения, чрезвычайно токсичен); mAb J591 + мелиттиноподобный пептид (мелиттин - основной компонент яда медоносной пчелы); mAb + MMAE ( монометил ауристатин Е, синтетический токсин) и т.д..
После того, как FDA был допущен метод, базирующийся на клетке как на аутогенном агенте для иммунотерапии (sipuleucel-T), появились попытки использовать в качестве мишени другие белки, например, PSMA. Использование HLA (человеческий лейкоцитарный антиген) системы позволит с помощью иммунного ответа самого организма избавляться от клеток, на поверхности которых присутствует антиген, участки последовательности которого представлены HLA системой модифицированной ex vivo антиген-презентующей клетки.
Также возможно использование антител, которые способны взаимодействовать с эффекторными клетками человека и вызывать антитело-зависимую цитотоксичность, что было показано для некоторых мишеней.

## РНК аптамеры к PSMA
Впервые после разработки метода SELEX (систематическая эволюция лигандов экспоненциальным обогащением) устойчивые к нуклеазам аптамеры к PSMA (A9 (71 нуклеотид) и A10 (~60 нуклеотидов)) были отобраны Shawn et al.. С тех пор эти аптамеры и различные их модификации используются для доставки веществ к раковым клеткам. Более того, их удалось оптимизировать, сократив, например, длину A10 с 71 до 39 нуклеотидов и при этом сохранив специфичность связывания с PSMA, что облегчило их синтез.
На сегодняшний день синтезировано несколько конъюгатов А9 и А10 с различными веществами: А9:rGel (рекомбинантный гелонин - белковый токсин, выщепляющий аденин в 4324 положении 28S рРНК), ANp:А9:(CGA)7:Dox (доксорубицин, дополнительные повторы были добавлены к аптамеру для связывания нескольких молекул доксорубицина, ANp – наночастицы золота ) и т.д.. Все они эффективно связываются с антигеном и впоследствии интернализуются.
Также было показано, что использование химеры A10:Plk1 siРНК (Plk1 – поло-киназа 1, эффективно экспрессируется в LNCaP; было показано, что ингибирование Plk1 вызывает апоптоз клеток этой клеточной линии) активно элиминирует Plk1 РНК посредством РНК-интерференции. Одно из главных преимуществ данного подхода заключается в том, что это однокомпонентная система, синтезировать которую сравнительно проще.
Вскоре была предложена более сложная конструкция, позволяющая значительно увеличить эффективность элиминирования рака простаты. Это ковалентно сшитые с дендримером аптамеры, каждый из которых может либо нести токсин для химиотерапии (например, Dox), либо являться иммуностимулирующим агентом. Благодаря этому становится возможной доставка одновременно большого количества лекарств. Кроме того, связывание с дендримером способствует стабилизации аптамеров: больше половины конъюгата сохраняется в течение 24 часов в сыворотке крови (конъюгат аптамер:токсин полностью деградирует через 3 часа).
В сравнении с моноклональными антителами, аптамеры могут быть легко смоделированы и синтезированы, обладая меньшими размерами и иммуногенностью, при этом сохраняя высокую специфичность к раковым клеткам-мишеням.